# Пісенний конкурс Євробачення 1966

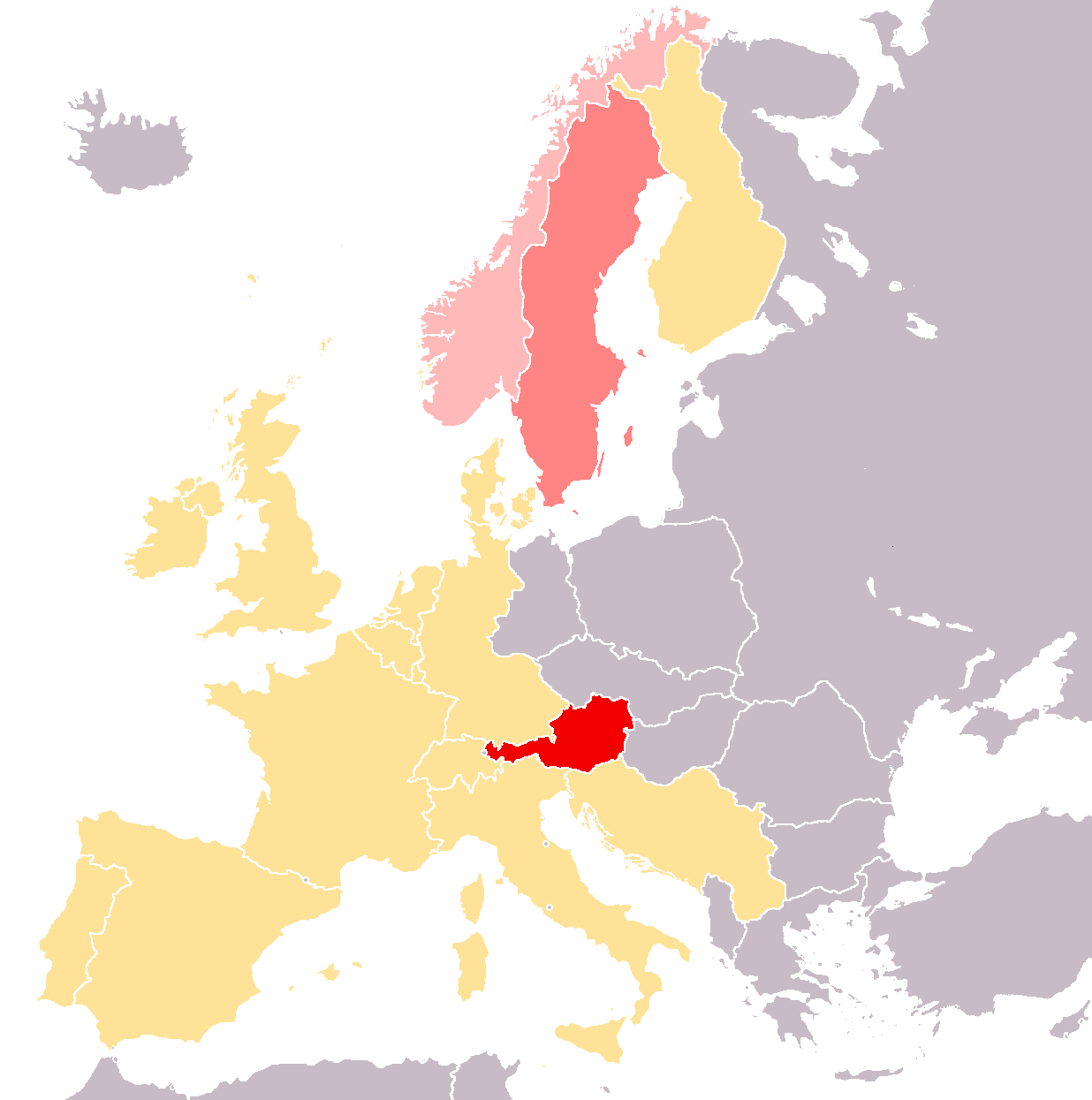
Країни - учасники конкурсу. Країни, що здобули:
1-е місце
2-е місце
3-є місце на пісенному конкурсі Євробачення

Пісенний конкурс Євробачення 1966 став 11-м конкурсом пісні Євробачення. Він пройшов 5 березня 1966 року в місті Люксембург, Люксембург. Єдиною значною зміною стало правило про мову виконання. Згідно з новим правилом, пісня, обрана конкурсантом, повинна бути виконана тільки державною мовою країни-виконавця. Цього року жодного очка не отримали Монако й Італія. Перемогла Австрія з піснею Merci cherie, виконаною Удо Юргенсом, що брали участь утретє.
Udo Jurgens — «Merci cherie»ⓘ — пісня переможця.

## Результати
| # п/п | Країна          | Виконавець                        | Пісня                                     | Очок | Місце |
| ----- | --------------- | --------------------------------- | ----------------------------------------- | ---- | ----- |
| 9     | Австрія         | Удо Юргенс                        | Merci chérie                              | 31   | 1     |
| 10    | Швеція          | Лілль Ліндфорс та Сванте Турессон | Nygammal vals eller hip man svinaherde    | 16   | 2     |
| 6     | Норвегія        | Åse Kleveland                     | Intet er nytt under solen                 | 15   | 3     |
| 17    | Ірландія        | Dickie Rock                       | Come back to stay                         | 14   | 4     |
| 3     | Бельгія         | Tonia                             | Un peu de poivre, un peu de sel           | 14   | 4     |
| 12    | Швейцарія       | Madeleine Pascal                  | Ne vois-tu pas?                           | 12   | 6     |
| 5     | Югославія       | Berta Ambroz                      | Brez besed                                | 9    | 7     |
| 11    | Іспанія         | Raphael                           | Yo soy aquél                              | 9    | 7     |
| 18    | Велика Британія | Kenneth McKellar                  | A man without love                        | 8    | 9     |
| 7     | Фінляндія       | Ann-Christine Nyström             | Play-boy                                  | 7    | 10    |
| 4     | Люксембург      | Michèle Torr                      | Ce soir je t'attendais                    | 7    | 10    |
| 1     | ФРН             | Margot Eskens                     | Die Zeiger der Uhr                        | 7    | 10    |
| 8     | Португалія      | Madalena Iglesias                 | Ele e ela                                 | 6    | 13    |
| 2     | Данія           | Улла Пиа                          | Stop, ja stop — ja stop, mens legen er go | 4    | 14    |
| 16    | Нідерланди      | Milly Scott                       | Fernando en Philippo                      | 2    | 15    |
| 15    | Франція         | Доминик Вальтер                   | Chez nous                                 | 1    | 16    |
| 13    | Монако          | Tereza                            | Bien plus fort                            | 0    | 17    |
| 14    | Італія          | Доменико Модуньо                  | Dio come ti amo                           | 0    | 17    |

### Голосування
|                 | Німеччина | Данія | Бельгія | Люксембург | Югославія | Норвегія | Фінляндія | Португалія | Австрія | Швеція | Іспанія | Швейцарія | Монако | Італія | Франція | Нідерланди | Ірландія | Велика Британія | Усього |
| Німеччина       |           | —     | 1       | —          | —         | —        | —         | —          | —       | —      | —       | 5         | —      | 1      | —       | —          | —        | -               | 7      |
| Данія           | —         |       | —       | —          | —         | 1        | 3         | —          | —       | —      | —       | —         | —      | —      | —       | —          | —        | -               | 4      |
| Бельгія         | 5         | —     |         | —          | —         | —        | —         | 3          | —       | 1      | —       | —         | —      | —      | —       | 5          | —        | -               | 14     |
| Люксембург      | —         | —     | —       |            | —         | —        | —         | —          | 1       | 5      | —       | —         | —      | —      | 1       | —          | —        | -               | 7      |
| Югославія       | 3         | —     | —       | —          |           | —        | 1         | —          | —       | —      | —       | —         | —      | —      | —       | —          | —        | 5               | 9      |
| Норвегія        | 1         | —     | —       | —          | —         |          | —         | —          | 3       | 3      | 3       | —         | —      | 5      | —       | —          | —        | -               | 15     |
| Фінляндія       | —         | 3     | —       | —          | —         | 3        |           | —          | —       | —      | —       | —         | —      | —      | —       | 1          | —        | -               | 7      |
| Португалія      | —         | 1     | —       | —          | —         | —        | —         |            | —       | —      | 5       | —         | —      | —      | —       | —          | —        | -               | 6      |
| Австрія         | —         | —     | 5       | 5          | 5         | —        | —         | 1          |         | —      | 1       | 3         | 5      | 3      | 3       | —          | —        | -               | 31     |
| Швеція          | —         | 5     | —       | —          | —         | 5        | 5         | —          | —       |        | —       | 1         | —      | —      | —       | —          | —        | -               | 16     |
| Іспанія         | —         | —     | —       | —          | 1         | —        | —         | 5          | —       | —      |         | —         | —      | —      | —       | —          | —        | 3               | 9      |
| Швейцарія       | —         | —     | —       | 1          | —         | —        | —         | —          | 5       | —      | —       |           | 3      | —      | —       | —          | 3        | -               | 12     |
| Монако          | —         | —     | —       | —          | —         | —        | —         | —          | —       | —      | —       | —         |        | —      | —       | —          | —        | -               | 0      |
| Італія          | —         | —     | —       | —          | —         | —        | —         | —          | —       | —      | —       | —         | —      |        | —       | —          | —        | -               | 0      |
| Франція         | —         | —     | —       | —          | —         | —        | —         | —          | —       | —      | —       | —         | 1      | —      |         | —          | —        | -               | 1      |
| Нідерланди      | —         | —     | —       | —          | —         | —        | —         | —          | —       | —      | —       | —         | —      | —      | —       |            | 1        | 1               | 2      |
| Ірландія        | —         | —     | 3       | —          | 3         | —        | —         | —          | —       | —      | —       | —         | —      | —      | 5       | 3          |          | -               | 14     |
| Велика Британія | —         | —     | —       | 3          | —         | —        | —         | —          | —       | —      | —       | —         | —      | —      | —       | —          | 5        |                 | 8      |